# Agrimonia incisa
Agrimonia incisa — вид рослин з роду парило (Agrimonia). Ендемік для Північної Америки.

## Поширення та середовище існування
Вид є ендемічним для США (штати: Алабама, Флорида, Джорджія, Луїзіана, Міссісіпі, Міссурі, Південна Кароліна, Техас). Зростає у дубово-соснових лісах, заростях, на схилах пагорбів й на узбіччях доріг, на висоті від 0 до 200 метрів над рівнем моря. Популяції Agrimonia incisa зустрічаються рідко, зазвичай лише на окремих територіях.

## Опис
Трав'янисті рослини, заввишки від 3 до 11 дм. Коріння — веретеноподібні, потовщені бульби. Стебла з блискучими, сидячими волосками. Волоски розсіяні, прямостоячі, жорсткі, 2—3 мм. Прилистки середнього стебла приблизно серповидні, краї зубчасті. Основних листочків 3–15, другорядних 1–3 пари. Листкові пластинки основних листочків ± оберненояйцеподібні, найбільші з них від 2,3 до 4,1 см завдовжки та від 1 до 1,7 см завширшки, краї надрізані, верхівка від тупої до гострої, абаксіальні поверхні блискучі. Суцвіття часто з блискучими сидячо-залізистими волосками. Цвіте з кінця липня по листопад.